# Jean de Marigny
Pour les articles homonymes, voir Marigny.
Jean de Marigny († 27 décembre 1351) est un prélat français du Moyen Âge, qui fut également un homme de guerre et un homme d'État.

## La famille
Fils de Philippe Le Portier de Marigny et de Perronnelle de Bois-Gauthier, il est le demi-frère d'Enguerrand de Marigny, à qui il dut ses premiers sièges épiscopaux, et de Philippe, archevêque de Sens, qui s'illustra en présidant le procès des Templiers, sous Philippe IV le Bel. Il eut également deux autres frères, Pierre Oiselet de Marigny (mort vers 1280) et Robert de Marigny (1285-1354), mais ils n'eurent qu'un impact limité dans l'histoire de France. Il fut proche de sa belle-sœur Alips de Mons qu'il fit libérer en 1325 après 10 ans d'emprisonnement depuis la mort de son mari Enguerrand à Maubuisson en 1315. Celle-ci, pour le remercier, lui aurait offert sa mitre, qu'elle aurait elle-même brodée et qui représente saint Lucien le patron de la ville de Beauvais (ou éventuellement Saint Eloi, le patron des brodeurs). Cette mitre est conservée aujourd'hui au musée d'Évreux.

## Biographie
Étudiant en droit civil à Orléans en 1309, il est chantre de Notre-Dame de Paris. Il devient évêque de Beauvais dès 1313.
Il est curé de Gamaches et possède des prébendes à Rouen, Paris, Sens, Lisieux, Auxerre, Meaux, Arras, Chartres et Orléans. Il devient archidiacre de Sens en 1312, obtenant ainsi le contrôle du diocèse de Paris. Il accède à ce poste grâce à la l'importance et l'influence de son frère Enguerrand auprès du roi Philippe IV le Bel.

### L'évêque de Beauvais
Jean de Marigny est nommé le 8 janvier 1313 évêque de Beauvais sur recommandation auprès du roi par le pape Clément V. Pendant cette période, il fut le principal maître d'œuvre du chantier de réparation et consolidation du chœur de la Cathédrale Saint-Pierre de Beauvais, après l'effondrement partiel des voûtes, le 28 novembre 1284. Cet accident est intervenu 12 ans après la consécration du chœur, avant que l'on ne mette en chantier le transept et la nef. Bien que partiel (la charpente a été peu affectée), cet effondrement des voûtes du chœur, les plus hautes jamais construites en pierre (à près de 47 m) a marqué les esprits. Le découragement des bâtisseurs fut immense. L'écroulement du monument avant l'achèvement complet aurait pu être fatal au chantier. Jean de Marigny réussit, après trois décennies d'arrêt, à relancer les réparations en offrant des verrières. Cela lui permit de réengager un plan de construction, car il fallait bien reconstruire les parties hautes du chœur pour enchâsser ces grandes verrières. Et en 1347, lorsqu'il quitta Beauvais pour devenir archevêque de Rouen, les travaux de mise en place de la verrière étaient pratiquement achevés.
En 1321, Jean de Marigny releva le culte de sainte Angadrême, patronne de la ville de Beauvais.
Homme d'église reconnu dans sa ville de Beauvais ainsi que dans l'ensemble du royaume, il eut de nombreux ennemis.

### Relation avec le pouvoir royal
La chute de son frère Enguerrand, à laquelle il participe activement en étant l'accusateur principal à son procès, lui donne moins d'importance avant l'arrivée de Philippe VI de Valois. Il devient conseiller clerc à la grande chambre du Parlement en 1328, puis pendant la vacance de la chancellerie est nommé garde des sceaux du roi de France Philippe VI de Valois, après la disgrâce de Mathieu Ferrand (il sera régent entre le décès du dernier roi capétien Charles IV le Bel et l'avènement du premier roi de la dynastie des Valois Philippe VI de Valois), pendant deux mois jusqu'au 1er juillet 1329. De plus, il se retrouvera au cœur de la bataille politique entre les cours de France et d'Angleterre sur la question du retour ou non de la reine Isabelle et de son fils, le futur Édouard III d'Angleterre sur la demande de son mari Édouard II. Jean de Marigny est un indépendant qui ne servira jamais que ses propres intérêts, néanmoins on peut dire qu'il fut proche de la ligue des barons et donc du côté de Charles de Valois et de Robert III d'Artois, tout en ne servant que ses propres intérêts car il fut l'un des deux membres ecclésiastiques avec Guillaume de Trie lors du conseil du roi Philippe VI qui bannit le faussaire Robert III d'Artois du royaume. Cette année-là, il fit échouer les prétentions du roi d'Angleterre à la régence de France. Il est président de la chambre des comptes de 1343 à 1344.
Jean de Marigny fut l'un des commissaires envoyés en Asie mineure avec l'amiral Jean II de Chepoix, pour préparer une nouvelle occupation de la Terre Sainte (croisade commandée par Charles de Valois car il avait des vues pour reconstituer l'empire de Constantinople avec les territoires byzantins, Chypre, l'Arménie, Rhodes et les territoires de Courtenay et de Lusignan, avec lui à sa tête).
Le 24 décembre 1332, Jean de Marigny prend congé du roi Philippe VI, dont il est devenu le principal conseiller, pour partir en pèlerinage en Terre sainte en compagnie du roi de Bohême Jean de Luxembourg et de son armée, en partance pour une expédition guerrière en Italie.
De 1339 à 1345, il exerce les fonctions de lieutenant du roi en Languedoc (Gascogne), puis vice-roi en 1347.
En 1342, Jean de Marigny fonde, près d'Albi, dans l'actuel département du Tarn, la bastide de Beauvais-sur-Tescou, qui ne connut pas le développement qui lui était assigné.
Pendant la guerre de Cent Ans, il assura la défense de Beauvais, lors du siège de la ville par les Anglais, qui durent renoncer.
Le 29 janvier 1346, il adressa un mandement au maître des forêts royales de la sénéchaussée de Toulouse, avec une copie du mandement royal du 6 décembre 1345, lui enjoignant, sous peine de privation de son office, de faire apporter à Toulouse, des forêts du Fousseret, de Saint-Rome ou de toute autre, les bois nécessaires à la défense de la ville.

### L'archevêque de Rouen
Il devient enfin le 14 mai 1347 archevêque de Rouen. Il acquiert le fief de Corny, réserve une rente au chapitre de la cathédrale de Rouen, donne des terres à la collégiale d'Écouis. Il donne les reliques de sainte Marguerite à l'hôpital de la Madeleine de Rouen.
Présent lors de la consécration de la collégiale d'Écouis en 1313, fondée par Enguerrand de Marigny, il y est enterré à sa mort le 27 décembre 1351 et on peut y voir son gisant.

## Héraldique
Ses armes sont : d'azur, à deux fasces d'argent.